# Hanna Friberg
Johanna "Hanna" Christina Friberg, född Rogberg 27 juni 1863 i Alseda, Jönköpings län, död 16 oktober 1941 i Jönköping, var en kultur- och personhistorisk författare som bland annat publicerade skrifter om Jönköpings fornminnen. Hon skrev bland annat i Norra Smålands Fornminnesförenings meddelanden från föreningens start 1901 till 1932. På Jönköpings läns museums arkiv finns samlingen om hennes forskning kring gårdar och släkter i Småland.
Hanna Friberg var dotter till Olof Henric Rogberg. Hon studerade vid Jönköpings elementarskola för flickor och utexaminerades 1879. Hon undervisade sina yngre systrar och hade lärarinneplats i familjer. Av sin far lärde hon sig latin och hon lärde sin far engelska.
Hanna Friberg var med och skapade Norra Smålands fornminnesförenings samlingar framför allt arkiv och bildsamling. Hon fördjupade sig i medeltiden i Småland och framför allt människors livsöden. Även Jönköpings stads historia med fokus på släkt- och gårdshistoria har hon ägnat sig åt och samlat in material för att sedan kunna lyfta fram resultaten i olika artiklar. 
Den 19 september 1889 gifte hon sig  med ingenjör Algot Friberg. De är begravna på Slottskyrkogården i Jönköping.